# Bettelordenskirche

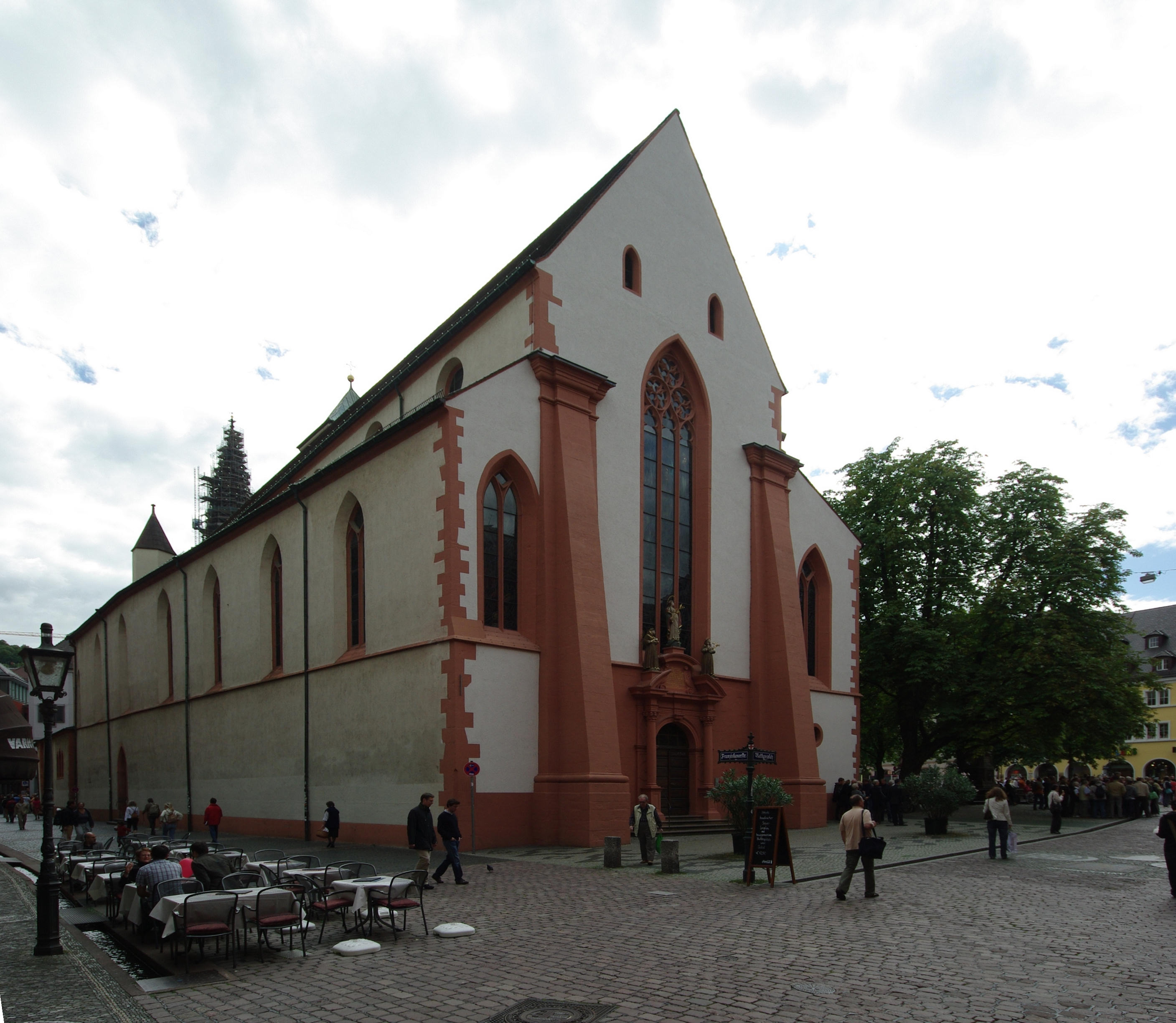
Verzicht auf Türme und reichen Dekor sind Kennzeichen vieler Bettelordenskirchen, wie hier St. Martin in Freiburg, ursprünglich eine turmlose Franziskanerkirche, um 1300.

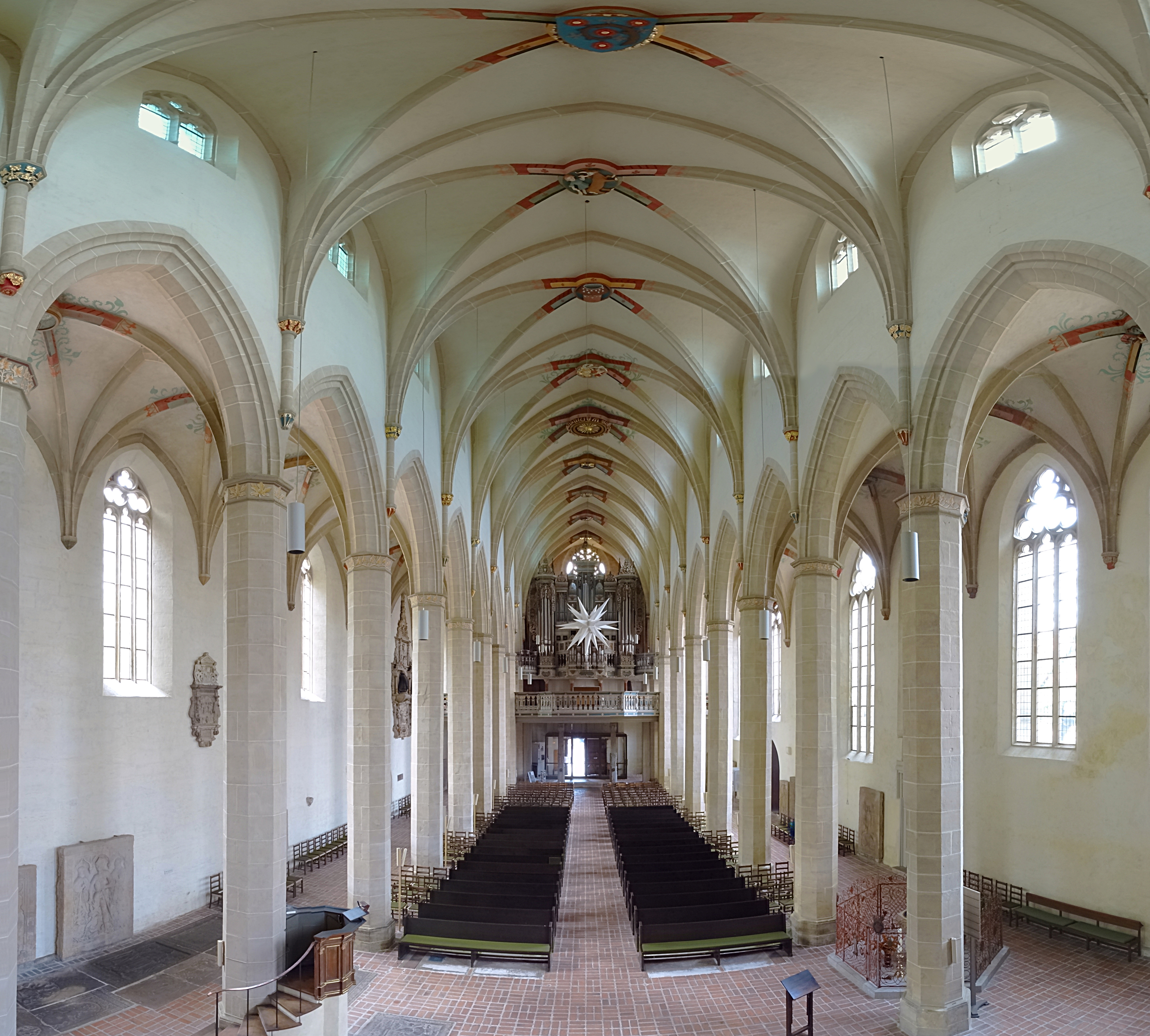
Der dem Predigtzweck angepasste hallenartig weite Raum, wie hier das Langhaus der Predigerkirche in Erfurt (ehemals Dominikaner) ist typisch für viele Bettelordenskirchen.

Die Kirchenbauten der Bettelorden bilden einen eigenen Typus innerhalb der Architekturgeschichte. Die Bettelordensarchitektur begann im 1. Viertel des 13. Jahrhunderts und erreichte im 14. Jahrhundert eine hohe Blüte.

## Architektur
Die Bauvorschriften der Dominikaner und Franziskaner beschränkten sich auf wenige Forderungen und Verbote. Sie verlangten Schlichtheit und maßvolle Größe der Gebäude, den weitgehenden Verzicht auf plastische oder malerische Ausstattung, den Verzicht auf Gewölbe in der Kirche mit Ausnahme des Chorraums sowie Turmlosigkeit und Nutzung eines Dachreiters als Glockenstuhl. Zwar scheint es auf den ersten Blick schon früh zu Verstößen gegen die Vorschriften gekommen zu sein. Bereits eine der ersten Kirchen auf deutschem Boden, die 1268 geweihte Dominikanerkirche in Esslingen/N., ist vollständig gewölbt. Jedoch können bei den betreffenden Kirchen zumeist dafür besondere Motivationen seitens der Konvente beziehungsweise der Förderer (Stifter, Städte) geltend gemacht werden, oder es lässt sich, wie im Fall von Esslingen, durch genaue Bauuntersuchungen feststellen, dass die Gewölbe über dem Laienbereich (Langhaus ohne Chorbereich) erst im ausgehenden 13. Jahrhundert sekundär gewölbt wurden. Im 14. und 15. Jahrhundert entfernten sich die Bauwerke offensichtlich immer weiter vom Regelkanon. Sie bleiben im lokalen Maßstab jedoch schlicht.
Stilistisch orientierten sich die Bettelordenskirchen am zu jener Zeit aktuellen gotischen Stil, allerdings in reduzierter Formensprache. Im Gegensatz zu der Vertikalität, den zergliederten Bauformen und dem prächtigen Bauschmuck der Kathedralgotik zeichnen sich die zeitgleichen Bettelordenskirchen durch ihre Einfachheit und Strenge in Bau- und Raumform sowie Sparsamkeit in den Einzelformen aus. Ihre äußere Erscheinung zeigt in der Regel einen kubisch zusammengefassten, horizontal gestreckten Baukörper ohne aufwendige Gliederungen. Auf reiche Bauplastik, ein Querhaus sowie auf Glockentürme wurde stets verzichtet. Matthias Untermann spricht von provokativer Schlichtheit der „Kastenräume“ vieler Franziskanerkirchen.
Eine Bevorzugung eines bestimmten charakteristischen Bautyps ist nicht allgemein feststellbar, auch innerhalb der einzelnen Orden sind Unterschiede erkennbar. Gebaut wurden Saalkirchen, Basiliken und Hallenkirchen mit einem oder drei Schiffen (selten mehr), teilweise asymmetrisch angelegt, etwa mit zwei Schiffen. Allerdings scheint es zumindest in den ersten Jahrzehnten der Bautätigkeit bei Franziskanern und Dominikanern Hinweise auf Präferenzen der jeweiligen Orden für bestimmte Bautypen zu geben. So bevorzugten die Franziskaner offenbar zunächst schlichte Saalkirchen, während die Dominikaner auf den Bautyp der Basilika zurückgriffen. Die Dominikaner bauten etwas früher und öfter (über dem Chor) gewölbte Kirchen, die Franziskaner hingegen bevorzugten eher Räume mit Holzbalkendecken, Holztonnengewölben oder – südlich der Alpen – offene Dachräume mit Transversalbögen. Der Chor besitzt meist ein Kreuzgewölbe. Die anfängliche Kleinchörigkeit und der Verzicht auf einen Lettner wurden bald wieder aufgegeben.
Für die italienischen Bettelorden ist die Übernahme des Zisterzienserchores mit am Querhaus aufgereihten Kapellen charakteristisch (z. B. Santa Croce in Florenz)
Charakteristisch ist allgemein die Weiträumigkeit des Laienbereichs, die sich aus dem weitgehenden Verzicht differenzierender Bauglieder ergibt. Die häufig verwendeten Begriffe Predigt- oder Volkskirche bei der Charakterisierung von Bettelordenskirchen sind nicht zutreffend. Zumeist bestehen die mittelalterlichen Bettelordenskirchen aus einem zwei- oder dreischiffigen Langhaus und einem einschiffigen Chor.

## Ausstattung
Über Ausstattung und Schmuck der Bettelordenskirchen lässt sich heute aufgrund der gründlichen Zerstörungen seit der Reformation kaum mehr etwas sagen. Anfängliche Bemühungen der Orden, übermäßigen Luxus einzudämmen – so erlaubte ein Franziskanerstatut von 1260 nur Bilder des Kruzifixus, der Madonna, des hl. Johannes, Franziskus und Antonius – scheinen jedenfalls gescheitert zu sein. Gegen sie sprach die Abhängigkeit der Klöster von stiftungsfreudigen Patriziat. Von prachtvollen Glasfenstern, einer großen Zahl von Grabmälern und Wappenschildern, deren Auftraggeber großzügige Stifter waren, liest man in den zeitgenössischen Quellen recht häufig.

## Konventsgebäude
Die Konventsgebäude der Bettelorden richteten sich meist nach ihren örtlichen, oftmals beengten Gegebenheiten. Meist waren die Klausurgebäude im konventionellen Schema um einen rechteckigen Kreuzgang angeordnet, baulich verbunden mit der Klosterkirche. Die Ordensbrüder bewohnten einzelne Zellen. Auf Wirtschaftsgebäude konnte verzichtet werden, da die Bettelorden keine Landwirtschaft betrieben.